# 子どもの最善の利益
子どもの最善の利益（こどものさいぜんのりえき）または最善の利益は、子どもの福祉に関する広い範囲の問題を決定するために、ほとんどの裁判所が準拠する原則である。国際人権条約の一つである「児童の権利に関する条約」に於いて基本原則として掲げられて以降、障害のある人の権利条約やジョグジャカルタ原則に於いても採用されている。
子どもの福祉に関する問題のうちで、非常に重要なものは、子どもがどの親と暮らすかということであり（イギリス法における居住を参照）、非同居親や後見人やその他の人との交流（かつては面会と呼ばれていた）の頻度であり、子どもへの支援の問題である。多くの人は何が子どもの最善の利益であるかを決める客観的な基準は無いので、それを決めるのは主観的な理念であると考えている。しかしながら国際人権法ないし国際人権条約に於いては、例えば「障害のある人の権利に関する条約」では手話や点字の学習も含めた「合理的配慮」による教育を受ける権利、「ジョグジャカルタ原則」ではインターセックスの当事者である児童が充分なインフォームド・コンセントが受けられる年齢に達するまで医学的手術から保護されることを「子どもの最善の利益」の一つとして明記している。

## 歴史
最善の利益の原則を採用したことは、20世紀における公共政策の変化を反映している。最善の利益の原則は、国親parens patriaeの一つの形態であり、アメリカ合衆国においては、同様に主観的な母親優先の原則tender years doctrineと置き換わって採用された。最善の利益の原則は、子どもは傷つきやすく回復しにくいので子どもの生活環境のいかなる変化も子どもの福祉の観点から決定されるべきだという考えを基にしている。
アメリカ合衆国では、1900年代の初めまでは、子どもは家財であり父親の個人的財産であると考えられていた（別の司法制度では、子どもは決して家財であると考えられていない）。それゆえ、子どもの福祉に関する決定については、他の誰の発言よりも、父親の決定権が勝っていた。その後、多くの州では、その状態から、子どもの世話をする人として母親を選択する状態に移行した。そして最終的に1970年代には、子どもの利益を、いずれの親の利益や、養育親や義理の親の利益よりも重視する状態に移行した。多くの裁判所では、養育者として母親の伝統的な役割を重視し続けるので、養育と金銭の紛争に対してこの原則を適用する際に、裁判所は歴史的に母親を好む傾向がある。それで、父親の権利を主張する者は、子どもの最善の利益とは実は母親の最善の利益であると批判し、父親は子どもの世話をして子どもに栄養を与える能力が低いと根拠なく決めつけられることに反対している。
「子どもの最善の利益」の原則は、祖父母のように親以外の者が、子どもとの交流の命令を裁判所に求める時に時々用いられる。親以外の者との交流に「子どもの最善の利益」の原則を用いることは、自分が好きなように子どもを育てるという養育親の基本的な権利を侵害していると主張する親もいる。Troxel v Granville, 530 US 57; 120 S Ct 2054; 147 LEd2d 49 (2000).

## 子どもの最善の利益の評価
離婚を含む手続きや、慣習法による結婚や市民的関係の解消においては、これらの夫婦関係における子どもの最善の利益を評価する必要がある。
子どもが結婚外で生まれた場合や、祖父母が孫に関する権利を主張する場合や、養子として手放した子どもに関して生物学的な親が権利を主張する場合などにおいて、法的義務や資格を決める手続きに際して、子どもの最善の利益を評価する必要がある。
未成年者を解放する可能性のあるケースでは、常にこの原則が採用される。二人の親が権限について合意しない時に、子どもについての医学的な決定を誰がすべきかを決めるように求められた場合に、裁判所はこの原則を用いる。
親が別れて暮らすような場合に、裁判所が、子どもの成育環境を決定し同居親と非同居親を決定するに際して、子どもの最善の利益を評価する目的で、ソーシャルワーカーや、CAFCASSからの家庭裁判所の助言者や、心理学の専門家や、その他の裁判所の専門家による各種の調査を命令することがある。親は、自分の利益を満たすために、養育や面会を求めたり拒否したりするのであるが、最も重要なことは、親との交流の中で、子どもがどのように利益を得るかを考慮することである。子どもの生活の安定性の問題は、その地域と結びついており、両方の親によって提供される家庭環境の安定性は、養育と面会の手続きにおいて、裁判所が子どもの住居を決めるに際して考慮される。イギリス法では、子どもの法律1989の1（1）項は、全ての法的手続きにおいて、子どもの利益は、裁判所の最高の関心事であると定めている。そしてs1（2）項は、時間が長くかかることは子どもの利益をゆがめることと、裁判所は「子どもの福祉のチェックリスト」を考慮することが必要であると示している。
- 関係する個々の子どもの願いや感情（子どもの年齢や理解力を考慮して確認）
- 現在と将来の子どもの身体、感情、教育について必要なこと
- 現在と将来の子どもの環境の変化が子どもに及ぼすと予想される影響
- 子どもの年齢、性、背景事情、その他裁判所が適切に考慮すべき特徴
- 子どもがこれまでに受けた害と、子どもが現在と将来に害を受ける危険性
- 子どもが必要とすることを、それぞれの親や裁判所が適当と考える人は、どの程度満たすことができるか
- 子どもの法律1989の下で、問題となる司法手続きにおいて、裁判所に対して利用可能な法的権限の範囲

この福祉のチェックリストは、子どもや青年の望むこと、感情、必要とすることを考慮している。このチェックリストによる分析は、子どもの人権に対する考慮を、その他の全ての考慮に対して、常に優先させることを確実なものにしている。この福祉のチェックリストは、裁判手続きに関与する若い人が充分に安全を守られて市民としての権利が促進されることを確実なものにするために、当該の問題に関して考慮を必要とする包括的なリストを提供している。